# Сулиотис (Камбуница)
Сулиотис (на гръцки: Σουλιώτης) е планина в Лариско, Гърция. Част е от планината Камбуница (Камвуния).

## Описание
Сулиотис е малък планински масив в северозападната част на Лариско (Тесалия) и южната на Кожанско (Македония). На север и североизток е отделен от планината Амар бей (Арходники) с с Акренския проход (950 m), откъдето извират срещуположно течащите реки Транос Лакос и Караца Лакос. На запад се отделя от масива Вунаса с малък проход (800 m), откъдето извират срещуположно течащите реки Аркудолакос и Потамия. На юг се простира до Агриорема - Мурада на север от Крания.
Скалите на плинаната са гнайси и варовици.
Европейската пътека за дълги разстояния E4, идваща от село Ливадеро (Мокро), пресича планинския масив Сулиотис и завършва при Дескати, за да продължи към Метеора - Каламбака.
Изкачването до върха може да стане от село Лутро (Лутрос, 750 m) за около 2 часа.
| Име                    | Име                    | Височина        | Местоположение |
| ---------------------- | ---------------------- | --------------- | -------------- |
| Сулиотис               | Σουλιώτης              | 1177 m          |                |
| Агриомилия             | Αγριομηλιά             | 975 m           |                |
| Елатос                 | Έλατος                 | 928 m           |                |
| Кутра                  | Κούτρα                 | 1000 m          |                |
| Микровуни              | Μικροβούνι             | 1096 m          |                |
| Палиокопри, Палиокопра | Παλιοκόπρι, Παληοκόπρα | 914 m           |                |
| Рахула                 | Ραχούλα                | 1048 m          |                |
| Трис Кокес             | Τρεις Κόκκες           | 1085 m - 1080 m |                |